# 씨방

Ovary insertion: I superior II half-inferior III inferior. a androecium g gynoecium p petals s sepals r receptacle. The insertion point is where a, p, and s converge.

씨방(―房)은 속씨식물의 암술이 주머니모양으로 되어 속에 밑씨를 품고 있는 부분이며 익으면 열매가 되는 곳이다.

## 씨방의 위치
씨방은 식물의 종류에 따라 그 위치가 달라지는데, 즉 꽃잎과 꽃받침 아래에 있는 경우도 있고, 위에 있는 경우도 있으며, 그 중간에 있는 경우도 있다. 이것을 각각 씨방 하위, 씨방 상위, 씨방 중위 라고 한다. 기관이 발생된 순서에서 보면, 이 중 씨방 상위가 꽃의 원형일 것으도 추정되며, 그 후에 2차적으로 씨방 중위, 씨방 하위가 나타난 것으로 추정되고 있다. 씨방 상위는 딸기꽃·참깨꽃·고추나물꽃·패랭이꽃·양귀비꽃·평지꽃·철쭉꽃·백합꽃 등에서, 씨방 중위는 채송화꽃·때죽나무꽃·바위취꽃·능소화꽃·쥐꼬리망초꽃·쇠비름꽃 등에서, 씨방 하위는 사과꽃·국화과의 꽃·도라지꽃·꼭두서니꽃·석산꽃·붓꽃 등에서 볼 수 있다.

## 심피와 태자리
심피는 속씨식물에 있어서 씨방이 되는 잎이다. 즉 1개 또는 여러 개의 잎이 밑씨를 둘러싸서 씨방이 되며, 여기서 암술대와 임술머리가 형성된다. 이 때, 씨방은 1장의 심피로 되어 있는 것과 여러 장의 심피가 합쳐져 이루어진 것이 있다. 태자리는 씨방 안에 밑씨가 생기는 것을 말한다.

## 같이 보기
- 과피